# Obchod s opiem v Číně
S užíváním opia pro léčebné účely se v Číně setkáváme již od 7. století. Od 17. století se s mícháním tabáku začalo opium kouřit a za účelem zisku prodávat jako droga, o opium začala být mnohem větší poptávka. Dovoz opia do Číny činil v roce 1729 200 truhel ročně. V roce 1729 Qingský císař Yongzheng vyhlásil první antiopiový edikt a v roce 1799 čínské orgány zakázaly import opia úplně. To ale nezastavilo ani kupující, ani prodejce a v roce 1800 bylo dovezeno 4500 truhel. V Kantonu vzkvétal nelegální obchod a dekáda třicátých let 19. století byla svědkem rychlého růstu obchodu s opiem, a do roku 1838, těsně před První opiovou válkou vyšplhala na 40 000 truhel. Do roku 1858 roční dovoz vzrostl na 70 000 truhel což odpovídá přibližně celosvětové produkci opia za desetiletí kolem roku 2000.

## Historie opia v Číně
Historické zprávy naznačují, že opium poprvé dorazilo do Číny během vlády Dynastie Tang jako součást zboží arabských obchodníků. Později Dynastie Song básník a farmakolog Su Dongpo zaznamenal použití opia jako léčivé byliny. Zpočátku používané lékaři k ovládání tělesné tekutiny a konzervování Qi nebo vitální síla během Dynastie Ming droga fungovala také jako afrodisiakum.

## Obchod s opiem před zákazem
V 16. století si Portugalci uvědomili lukrativní léčebný a rekreační obchod s opiem do Číny a ze svých továren v celé Asii se rozhodli dodávat opium k uspokojení jak léčebného, tak rekreačního užívání drogy. Britové Východoindická společnost (EIC) získala kontrolu nad výběrem daní. EIC mělo dluhů v důsledku indické války a nenasytné poptávky po čínském čaji na britském trhu, který musel být placen stříbrem. Aby se vyrovnala nerovnováha, zahájila EIC v Kalkatě dražby opia, které byly shromážděny na daních. Zisky prudce stouply. Vzhledem k tomu, že čínské právo zakázalo dovoz opia do Číny, zavedlo EIC režim nepřímého obchodování, který se částečně opíral o legální trhy a využíval nelegální trhy. Britští obchodníci by kupovali čaj v Kantonu na úvěr a vyrovnat své dluhy prodejem opia v aukci v Kalkatě, poté jej přepravit na čínské pobřeží na palubě britských lodí a prodat je domorodým obchodníkům, kteří by je prodali v Číně.

## Nelegální obchod
Po zákazu importu opia v roce 1799 vznikl nelegální obchod. Vláda Qing, daleko v Pekingu, nebyla schopna zastavit pašování opia v jižních provinciích. Obchod usnadnila porézní čínská hranice a nekontrolovatelná místní poptávka. Do roku 1838 existovaly miliony čínských uživatelů opia - opium bylo hlavním lékem proti bolesti v době před objevem aspirinu. Byli to méně spolehliví dělníci a stříbro, které posílali do zahraničí, poškodilo ekonomiku. Úředníci u soudu, kteří se zasazovali o legalizaci a zdanění obchodu, byli poraženi těmi, kdo se zasazovali o jeho potlačení. Císař poslal komisaře Lin Zexu do Kantonu, kde rychle zatkl čínské dealery opia a souhrnně požadoval, aby zahraniční firmy předaly své akcie bez náhrady. Když to odmítli, Lin úplně zastavil obchod, nakonec nutit obchodníky, aby se vzdali svého opia. Lin zničil zabavené opium, to mu trvalo 23 dní.
Jako náhradu za zničené opium Britští obchodníci požadovali od své domovské vlády náhradu. Britské úřady však věřily, že za platby jsou odpovědní Číňané, a vyslali expediční síly z Indie, které v řadě bitev zpustošily čínské pobřeží a diktovaly podmínky urovnání. Zásah Číny proti zakázání používání opia, zatímco Británie prosazovala volný obchod, protože byly zdrojem obchodování s opiem do Číny. Tímto začala První opiová válka.